# 新波斯托亚洛夫卡农村居民点
新波斯托亚洛夫卡农村居民点（俄语：Новопостояловское сельское поселение）是俄罗斯联邦沃罗涅日州罗索希区所属的一个农村居民点。其下辖有10个居民点，行政中心为纳恰洛。据2016年统计，该农村居民点的人口为3576人。